# Triphleba nipponica
Triphleba nipponica är en tvåvingeart som beskrevs av Schmitz 1951. Triphleba nipponica ingår i släktet Triphleba och familjen puckelflugor. Inga underarter finns listade i Catalogue of Life.